# Giglio
Giglio (službeno: Isola del Giglio) je talijanska općina i otok koji se nalazi u Toskanskom otočju u Tirenskom moru.

## Zemljopis
Giglio je od kopna udaljen 16 km. Na otoku je većinom planinski reljef koji se najvećim dijelom sastoji od granita. Najviša točka otoka je Poggio della Pagana (496 m). Obala koja je dugačka 27 km najvećim je dijelom kamena s brojnim liticama i nekoliko zaljeva. To su: Arenella, Cannelle, Caldane i Campese.
Oko 90% površine otoka prekriveno je mediteranskom vegetacijom s borovim šumama i brojnim vinogradima u kojima se proizvodi slavno vino "Ansonaco".

## Povijest
Otok je naseljen od željeznog doba, a kasnije je vjerojatno bio etruščansko uporište. U rimsko vrijeme otok je bio važna baza u Tirenskom moru.
Godine 805. Karlo Veliki darovao je otok opatiji Tre Fontane u Rimu, a kasnije je otok bio u vlasništvu obitelji Aldobrandeschi, Pannocchieschi, Caetani i Orsini, te općina Perugije.
Godine 1241., sicilijanska flota cara Frederika II. uništila je genovsku flotu. Od 1264. otok je vlasništvo Pise, nakon čega je postao vlasništvo obitelji Medici. Otok su nekoliko puta napadali Saraceni, što je prestalo tek 1799. godine.
Otok je kroz povijest bio poznat po bogatim rudnim resursima. Mnoge građevine u Rimu izgrađene su od granita s ovog otoka.
Pored otoka se 13. siječnja 2012. nasukao talijanski kruzer Costa Concordia.

## Vanjske poveznice
- Turističke informacije o otoku